# Nagiella
Nagiella is een geslacht van vlinders van de familie van de grasmotten (Crambidae), uit de onderfamilie van de Spilomelinae. De wetenschappelijke naam van dit geslacht is voor het eerst voorgesteld door Eugene Gordon Munroe in een publicatie uit 1976.

## Soorten
- N. bispina Lu & Du, 2020
- N. hortulatoides Munroe, 1976
- N. inferior (Hampson, 1898)
- N. occultalis Ullah & Yang, 2017
- N. quadrimaculalis (Kollar & Redtenbacher, 1844)
- N. tristalis Matsui & Naka, 2021